# North Adams (Massachusetts)
North Adams – miasto w Stanach Zjednoczonych w hrabstwie Berkshire stanu Massachusetts.